# 공훈의
공훈의(1960년 ~ )는 대한민국의 언론인이다. 소셜뉴스 위키트리의 대표이다. 2010년 2월에 위키트리를 만들었고 이후 위키트리는 SNS상 영향력에서 대한민국 내 언론 1위를 차지하기도 하였다.

## 학력
- 서울대학교 외교학과 학사
- 서울대학교 대학원 정치학과 석사

## 저서
- 《소셜미디어시대 보고 듣고 뉴스하라》. 한스미디어. 2010년. ISBN 9788959752959
- 《SNS는 스토리를 좋아해》. 메디치미디어. 2014년. ISBN 9788994612997

## 공저
- 공훈의·김행. 《소셜로 정치하라》. 한스미디어. 2012년. ISBN 9788959753772